# Isla de Lewis
Isla de Lewis (Eilean Leòdhas en gaélico escocés) o Lewis (Leòdhais), es la parte norteña de la isla más grande, Lewis y Harris, de las islas Hébridas Exteriores de Escocia (Na Siar h-Eileanan) Reino Unido. La parte meridional de la isla se llama Harris (Na Hearadh). Los dos nombres sin embargo refieren a las dos partes de la misma isla a pesar del uso de los términos «isla de Lewis» e «isla de Harris». El territorio de Lewis es la parte de menor altitud de esta isla.

## Geografía
La ciudad principal de Lewis, la única ciudad en las Hébridas exteriores, es Stornoway (Steòrnabhagh), desde la cual parte el transbordador que la conecta con Ullapool, en la parte escocesa de Gran Bretaña. En el censo del año 2001 Lewis tenía una población residente de 18 489 habitantes.

## Religión
La religión es importante en Lewis, gran parte de la población es miembro de la Iglesia libre y a la Iglesia de Escocia (ambas de tradición presbiteriana). El Sabbath (en domingo) se observa ampliamente, con la mayoría de las tiendas y servicios cerrados en ese día, aunque hay un servicio aéreo regular y otro naval a la isla principal de Escocia en ese día.
Mientras que la religión presbiteriana domina en Lewis, otras religiones están presentes, con una iglesia católica, una iglesia mormona y un Salón del Reino de los Testigos de Jehová presentes en Stornoway.

## Lengua
Lewis tiene una herencia lingüística de los idiomas nórdico antiguo y gaélico, y ambos continúan influenyendo la vida en Lewis. Hoy hablan el gaélico y el inglés en Lewis, pero en la vida cotidiana se utiliza un híbrido de inglés y gaélico. Como resultado de la influencia gaélica, el acento de Lewis, con frecuencia, se considera que suena más parecido al irlandés, galés y estadounidense, que al propio acento escocés. La cultura gaélica en las islas hébridas es más prominente que en cualquier otra parte de Escocia, ya que el 60% de los isleños hablan gaélico, mientras que el 70% de la población residente tiene cierto conocimiento de este idioma (lectura, escritura, discurso o una combinación de los tres). Todos los postes indicadores en las islas son bilingües, en inglés y Gàidhlig (gaélico) y casi todos los portavoces gaélicos son bilingües.

## Sitios históricos
La isla de Lewis tiene una variedad de localizaciones del interés histórico y arqueológico, incluyendo:
- Ajedrez de Lewis
- Piedras de Callanish;
- Broch Dun Carloway;
- Las casas negras de Garenin (Na Gearannan), cerca de Carloway y la casa negra en Arnol;
- Iglesia del San Columba en Aignish;
- Teampull Mholuaidh en Ness;
- Castillo de Lews;
- Círculo de piedras de Achmore;
- Dùn Èistean.

Hay también numerosos círculos de piedra y restos de brochs.

- Datos: Q6453423
- Multimedia: Isle of Lewis / Q6453423